# Aérodrome de Poura
L'aérodrome de Poura est un aéroport d'usage public situé près de Poura, dans la province des Balé et la région de la Boucle du Mouhoun au Burkina Faso.